# Antonio Labruna
Antonio Labruna (Napoli, 16 aprile 1927 – Bracciano, 27 gennaio 2000) è stato un agente segreto e carabiniere italiano.

## Biografia
Entra nel 1950 nell'Arma dei Carabinieri, e passa nel 1967, con il Grado di Capitano, nel Servizio Informazioni Difesa (SID), prima come dipendente del centro tecnico del SID, fino a coordinare dal 1971 il Nucleo Operativo Diretto (NOD), alle dirette dipendenze del Capo del Reparto D Gianadelio Maletti. Compie molti viaggi in Spagna, Grecia, Israele ed Europa dell'est. Si occupa di "disattivare" alcune fonti del SID, all'interno del mondo dell'eversione neofascista italiana.[1]
Il Capitano Labruna scrive: «L'eversione di destra fu inquadrata quale minaccia consistente ed imminente; venne avviato un lungo e difficoltoso lavoro di localizzazione, di ricerca, di penetrazione, che, a mio modesto parere non era ancora concluso».[10]
Il giudice Guido Salvini ha evidenziato come Labruna, all'inizio del 1973, dopo essersi infiltrato negli ambienti neofascisti, riuscì a «far parlare alcuni congiurati, a partire dal costruttore Remo Orlandini, fingendo la piena adesione sua e dei suoi Superiori al piano. I congiurati gli avevano raccontato in dettaglio non solo quanto era avvenuto la notte del 7 dicembre 1970 ma i nuovi piani golpistici che ancora sino all'estate del 1974 venivano coltivati nel progetto denominato “Rosa dei venti”... ». [2]
Nella sentenza-ordinanza del 18 marzo 1995 (R.g.p.m. 2643/84-R.g.g.i. 721/88F) emessa dal giudice Guido Salvini si afferma: «Grazie all'intelligente lavoro psicologico di Labruna, Orlandini gli aveva rivelato pressoché ogni cosa sui progetti golpisti precedenti e su quelli ancora in corso e, all'insaputa dell'Orlandini, tutti gli incontri, ad eccezione del primo che aveva avuto solo carattere interlocutorio, erano stati registrati dall'Ufficiale».[10]
Nel 1976 venne sospeso dal Servizio perché accusato di favoreggiamento.[3]
La sentenza n. 1209 emessa dalla Corte di Cassazione nel 1982 rimette le cose in asse annullando la condanna del Capitano Labruna per il favoreggiamento di Guido Giannettini e confermando l'assoluzione di quest'ultimo già dichiarata nella sentenza n.7/81 della Corte d'Assise d'Appello di Catanzaro.[10]
Nel 1981 il suo nome apparve negli elenchi degli iscritti alla loggia massonica P2.
«Non si può parlare di cospirazione politica mediante associazione se l'associazione è priva di una struttura organizzata idonea alla realizzazione del programma criminoso. A ciò si aggiunga il preteso velo di mistero di una loggia “coperta”, il peso psicologico della massoneria e la presenza di un uomo come Licio Gelli capace di affascinare o di suscitare tenaci antipatie nonché molteplici sospetti. Se tutto viene calato in una società come la nostra da sempre afflitta da nevrosi da complotto, le reazioni possono essere isteriche e gli effetti dannosi per alcuni soggetti e utili per altri». (Sentenza 16 aprile 1994 della Corte d'Assise d'Appello di Roma, R.g.10/91, pagg.1726/1727). Ed è in quest'ottica che tale pronuncia di primo grado, confermata anche dai gradi successivi (sentenza 27 marzo 1996 della Corte d’Assise d'Appello di Roma e pronuncia della Corte di Cassazione 21 novembre 1996) e che assolve il Capitano Labruna perché «il fatto non sussiste», acquista un valore assoluto, in quanto giudiziario, non rispettato dall'analfabetismo o dalla mala fede di molti “scriventi”.
La sentenza emessa dalla Corte d'Assise d'Appello di Roma del 16 aprile 1994 a pag. 1758 afferma: «Non sono stati accertati motivi per i quali la loggia P2 avrebbe avuto bisogno della “copertura dei Servizi”. Nulla è emerso per giustificare questa linea di condotta e, d'altra parte,  tra campagne di stampa ad andamento ciclico, denunce sempre ricorrenti e molto fantasiose dei massoni dissidenti, interviste rilasciate da Gelli e lettere circolari sparse a pioggia dall’inizio, la loggia P2 è segreta soltanto per gli analfabeti afflitti da sordità. Siffatta notorietà, che investe negativamente i Servizi, non è compatibile con alcun tipo di copertura». Per dirla come la più volte citata sentenza del 1994 pronunciata dalla Corte d’Assise di Roma: «La costituzione di una vera struttura ombra rispetto agli organi dello Stato non è affiorata neanche dai discorsi più fantasiosi di tutti coloro che hanno contribuito a creare ed alimentare il mito negativo di Licio Gelli e della Loggia P2. Persino Gelli non è riuscito a toccare questo limite pur essendo ad uso magnificare sé stesso». (Sentenza del 16 aprile 1994, R.g.10/91, pag.1762).[10]

### La strage di Piazza Fontana
Fu implicato nelle vicende processuali legate all'inchiesta sulla strage di Piazza Fontana del 12 dicembre 1969 perché accusato di concorso in falso ideologico con il Generale Gianadelio Maletti dell'organizzazione della fuga dei ricercati Guido Giannettini e Marco Pozzan. Viene condannato in via definitiva dalla Cassazione nel gennaio 1987, insieme a Maletti, a 10 mesi di reclusione per il reato di concorso in falso ideologico.[4]
E' risultato evidente anche ai giudici che Labruna non ha mai protetto alcuno: «La disamina fin qui effettuata sulle asserite protezioni di cui avrebbero goduto Giannettini ed altri coimputati consente in definitiva di affermare che, né il favoreggiamento di cui si sono resi responsabili nei confronti suoi e del Pozzan, il Maletti ed il Labruna, né gli altri episodi presi in esame, possono convalidare il sospetto di un trattamento “privilegiato” da parte del Servizio per alcuni personaggi dell'odierna vicenda ed in relazione ai fatti del 1969». (Sentenza n. 7/81 della Corte d'Assise d'Appello di Catanzaro pag.597/598). Ancora: «si può comunque escludere che il fatto (l'espatrio di Marco Pozzan) sia da inquadrare nell'ambito di quel più ampio disegno criminoso inteso a proteggere gli autori della strage a Milano».(Sentenza n. 7/81 della Corte d'Assise d'Appello di Catanzaro pag.765). Fu condannato ossia per aver inoltrato la richiesta, alla segreteria del SID, di un passaporto contenente le false generalità di un soggetto che il Reparto D avrebbe voluto mandare a Madrid come infiltrato, il quale, già dalla sentenza di primo grado del processo di piazza Fontana fu dichiarato estraneo alla strage pertanto assolto. «Nei confronti di Antonio Labruna le attenuanti generiche vanno dichiarate prevalenti in considerazione del fatto che, pur essendo fornito di una discreta autonomia, agiva come esecutore di ordini e nello spirito dell'obbedienza che è specifico nella disciplina militare in un settore operativo particolarmente delicato e denso di pericoli dove la rapidità della scelta non sempre consente pause di riflessione ». (Sentenza n.13 del 1º agosto 1985 della Corte d’Assise d’Appello di Bari, pag. 285 – confermata dalla sentenza n. 182 del 27 gennaio 1987 della Corte di Cassazione).[10]
Dopo la condanna Labruna terminerà la sua carriera nel servizio segreto militare, il SISMI.[5][6] Nei primi anni '90 andrà in congedo con il grado di Colonnello dei Carabinieri.
Nel 1991 iniziò a collaborare con la giustizia e il giudice Guido Salvini.
In seguito a questa collaborazione, Salvini scrisse che si dimostrò che Labruna fu per molti versi un "capro espiatorio" di colpe altrui.
Nella sentenza-ordinanza del 18 marzo 1995 (R.g.p.m. 2643/84- R.g.g.i. 721/88F) il Giudice Guido Salvini affermò: «Il Capitano Labruna era invece rimasto sul campo quale capro espiatorio… Era inevitabile che il soggetto più debole e cioè il Capitano Labruna…fosse quindi il bersaglio di accuse anche del tutto fantasiose».[10]
Labruna morì a 72 anni, d'infarto, all'ospedale di Bracciano (RM). Poco prima di morire stava lavorando ad un libro autobiografico intitolato Agli ordini dello Stato.[7]
Secondo il presidente della Commissione stragi (PCI-DS), Giovanni Pellegrino, Labruna fu sostanzialmente un funzionario dello Stato, che fece il suo dovere e sul quale è caduta un'ingiusta damnatio memoriae che va contrastata.[9]